# Villa Finaly
Pour les articles homonymes, voir Finaly.
La Villa Finaly est située Via Bolognese à 3 km du centre historique de Florence, sur les hauteurs de la colline de Fiesole.

## Histoire
Le bâtiment original (appelé alors : Villa Montughi) appartenait à la famille Giugni à la fin du XIIe siècle, qui la céda, en 1470 à Agnolo di Jacopo Tani. C'est par le biais de la dot de sa fille qu'elle a ensuite été transférée à Antonio da Rabatta, pour être cédée le 1er août 1511 à Giuliano di Niccolò Davanzati, puis de nouveau en 1542 à Andrea Doffi. Son descendant Jacob laissa la maison en héritage aux moniales de San Girolamo delle Poverine, Santa Verdiana, San Niccolò di Cafaggio et de Santa Maria di Monticelli. Les religieuses vendirent la propriété en 1605 à Malegonnelli. En 1744, elle change de nouveau de propriétaire pour les Gianfigliazzi, puis les frères di Giovanni Corsi, la famille Riccoldi, les Corsini et M. R. Laedbrock. Le ministre britannique à la cour Lord Normanby en fit l'acquisition au milieu du XIXe siècle.
L'aspect actuel de la villa ressemble beaucoup à celui qu'il avait lorsqu'elle fut reconstruite par Giuseppe Poggi. À cette époque, on a fermé la loggia donnant sur la cour intérieure, et on a transformé la cour octogonale en un vestibule avec ambulatoires définis par des colonnes ioniques, et la couverture a été réalisée par une coupole en verre et en fer. Cet élément central fut inspiré par la Rotonda degli Angeli (Rotonde Sainte-Marie-des-Anges) de Brunelleschi.

### Bien privé des universités
La villa fut léguée à l'université de Paris par la famille Landau-Finaly en 1953. Élargie à l'époque de Poggi par la déviation de la via Bolognese, qui dans les temps anciens était située le long de la villa, ainsi que la maison attenante de Spedaluzzo. Depuis la scission de l'université de Paris en 1970, la villa est désormais la propriété en indivision des 13 universités parisiennes qui résultent de la scission. La chancellerie des universités de Paris en assure la gestion pour les 13 universités.
L'extérieur de la villa est très simple, tandis que l'intérieur est orné d'une décoration élégante et variée, avec des grotesques, des motifs géométriques, le tout en excellent état de conservation, grâce à de récentes restaurations.

## Architecture et Art

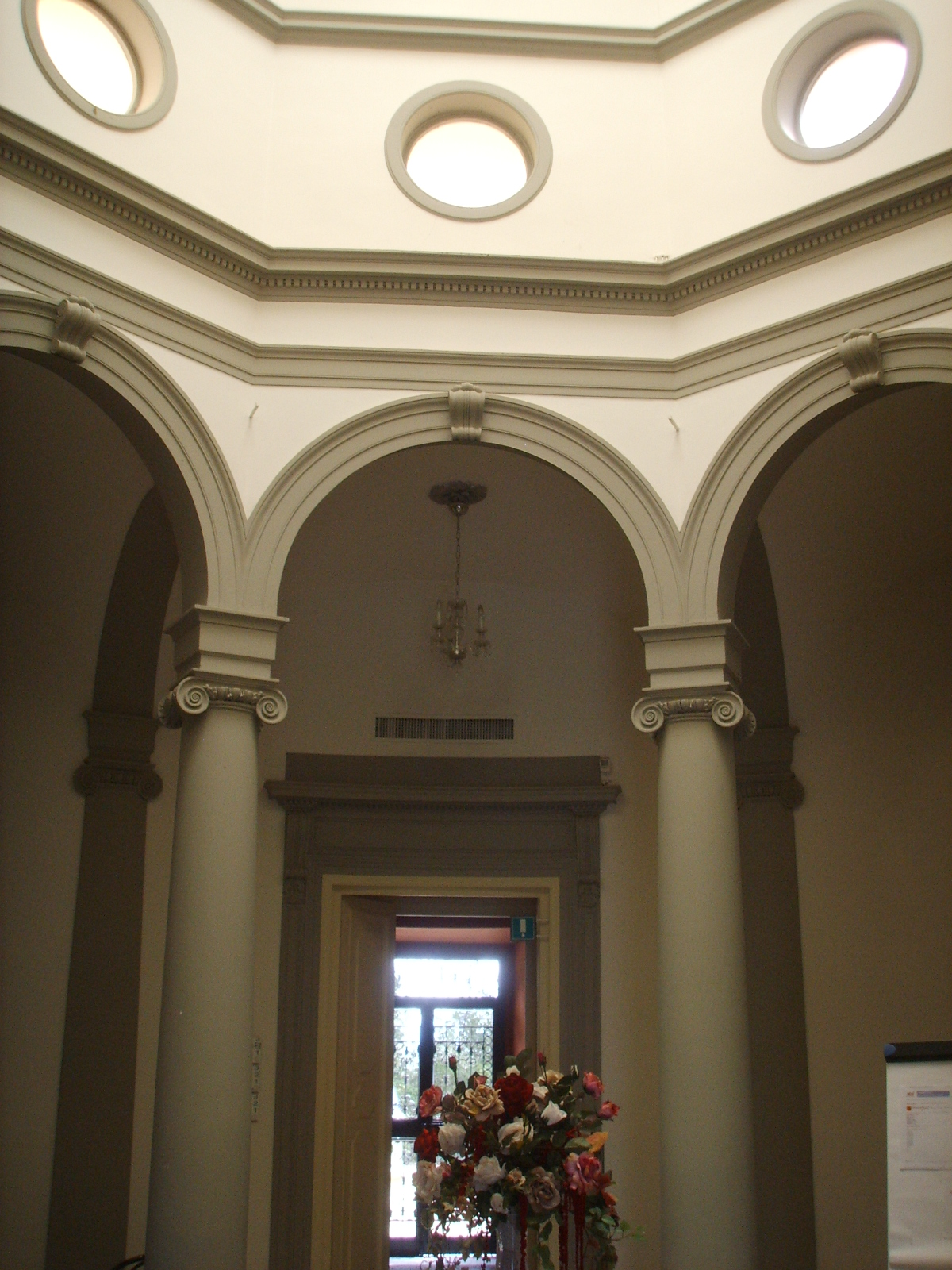
La « Rotonde Poggi  »
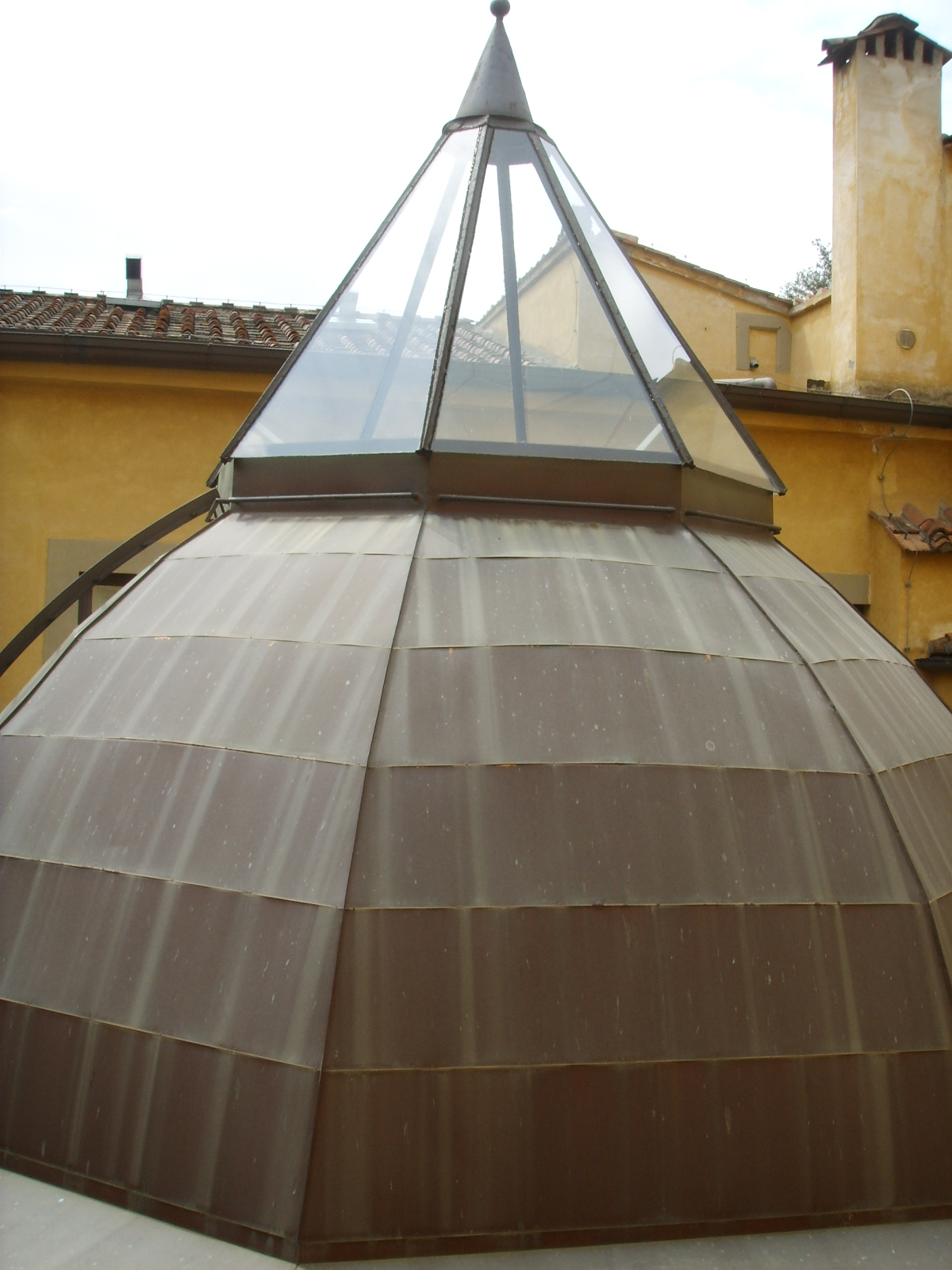
La coupole de la rotonde
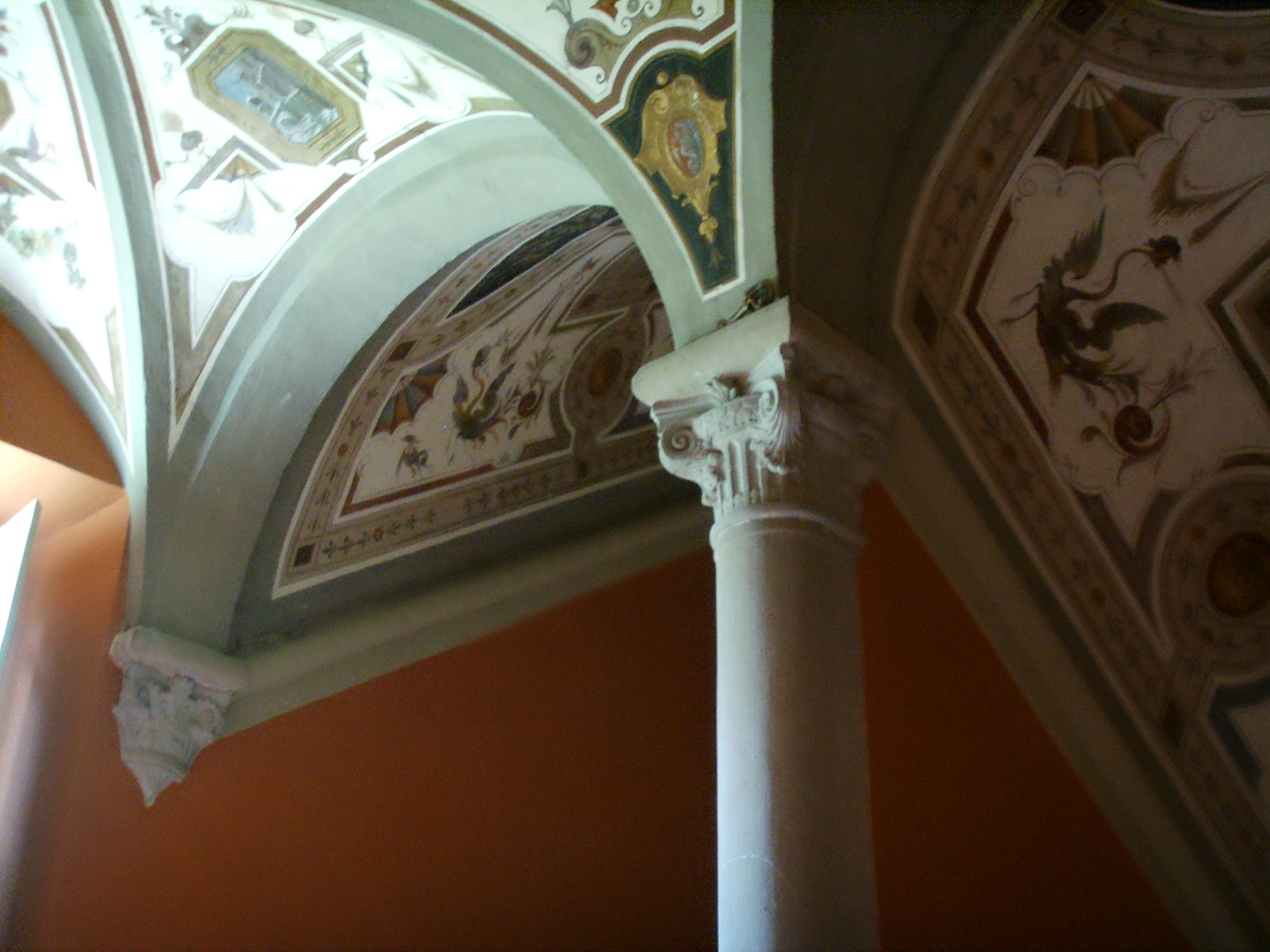
Escalier et colonnes au plafond peint de grotesques
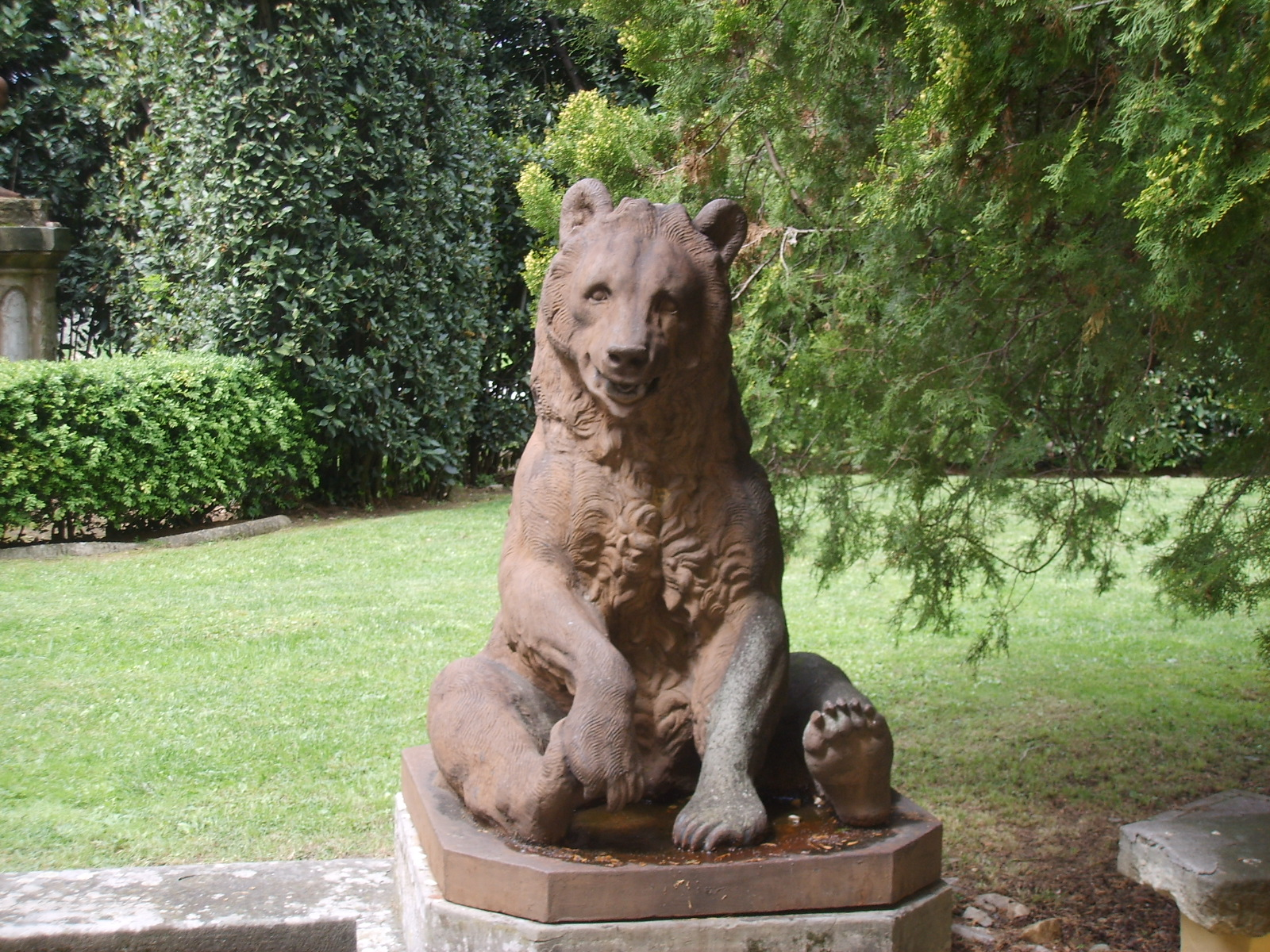
Statue de grès orse devant l'entrée